# Dovjenkî, Domanivka
Dovjenkî (în ucraineană Довженки) este un sat în comuna Marînivka din raionul Domanivka, regiunea Mîkolaiiv, Ucraina.

## Demografie
Componența lingvistică a localității Dovjenkî
     Ucraineană (95,83%)
     Rusă (2,08%)
     Romani (1,04%)
     Română (1,04%)
Conform recensământului din 2001, majoritatea populației localității Dovjenkî era vorbitoare de ucraineană (95,83%), existând în minoritate și vorbitori de rusă (2,08%), romani (1,04%) și română (1,04%).